# (2236) Austrasia
(2236) Austrasia es un asteroide perteneciente al cinturón de asteroides, descubierto el 23 de marzo de 1933 por Karl Wilhelm Reinmuth desde el Observatorio de Heidelberg-Königstuhl, Alemania.

## Designación y nombre
Designado provisionalmente como 1933 FX. Fue nombrado Austrasia en homenaje a Austrasia, territorio perteneciente a los reyes merovingios entre los siglos VI y VIII.